# Habiba Mohamed
Habiba Mohamed, née le 29 mai 1999 à Alexandrie, est une joueuse professionnelle de squash représentant l'Égypte. Elle atteint, en juin 2015, la 18e place mondiale sur le circuit international, son meilleur classement. Elle est championne du monde junior en 2014. Elle annonce sa retraite en juin 2022. Sa sœur Farida Mohamed est également joueuse de squash professionnelle.

## Carrière
Habiba Mohamed est une des plus jeunes joueuses du circuit et montre très tôt des signes évidents de précocité, collectionnant les titres dans les différences catégories d'age au British Junior Open.
Elle fait sa première apparition sur la scène internationale en gagnant à l'âge de 14 ans le Malaysian Tour Grand Final, en sortant des qualifications, pour devenir la plus jeune joueuse gagnant un titre du circuit pro WSA. Il s'ensuit deux victoires à l'Edinburgh Open et au Paderborn Open avant de devenir championne du monde junior en battant Nouran Gohar en finale et après avoir éliminé la championne du monde senior Nour El Sherbini en cinq jeux,,.
Son premier tournoi International 25 est le Sporting Club Open, où tête de série no 6, elle bat Nour El Tayeb dans une finale totalement égyptienne.
Elle perd la finale du HKFC International 25 en mai 2015 face à Annie Au, dans un match intense où elle mène deux jeux à un.
Ce résultat lui permet de rentrer pour la première fois dans le top 20.
L'année 2016 est une année blanche à cause de blessures et elle n’apparaît plus sur le circuit depuis, privilégiant ses études à l'université Columbia à New York.

## Palmarès

### Titres
- Championnats du monde junior : 2014

### Finales
- Championnats du monde junior : 2015